# Falkensee
Falkensee település Németországban, azon belül Brandenburgban. Lakosainak száma 45 005 fő (2023. december 31.).

## Népesség
A település népességének változása:
| Lakosok száma | 41 777 | 43 552 | 43 838 | 44 280 | 44 806 | 45 005 |
|               | 2014   | 2017   | 2019   | 2021   | 2022   | 2023   |